# Hertigdöme
Hertigdöme är ett förvaltningsområde styrt av en hertig eller hertiginna. 
Hertig var ursprungligen en västgermansk titel, som äldst betecknade en för krig utsedd härförare. Senare användes titeln om kungens ämbetsmän i de genom folkvandringarna uppkomna hertigdömena. I Tyskland  och Italien utvecklade sig vid medeltidens slut en mängd furstendömen, av vilkas regenter flera kallades hertig.
I Sverige utdelades under folkunga- och Vasatiden hertigdömen åt kungarnas yngre söner för deras underhåll. Efter Gustav III:s statsvälvning 1772 har titulärhertigdömen tilldelats svenska prinsar och prinsessor.